# Burg Oschersleben
Die Burg Oschersleben, zum Teil auch als Schloss Oschersleben bezeichnet, ist eine auf das Mittelalter zurückgehende Burganlage in Oschersleben Landkreis Börde in Sachsen-Anhalt, die jedoch nur in einigen Resten erhalten ist.

## Geschichte
Die Burg entstand als Niederungsburg in unmittelbarer Nähe der Bode. Sie war mit Wällen und Wassergräben versehen. Die früheste urkundliche Erwähnung stammt aus dem Jahr 1205, wobei die Burg älter sein dürfte. Neben einer Kernburg gab es nördlich davon eine Vorburg, die später als Wirtschaftshof genutzt wurde.
Strategisch diente die Burg zur Sicherung eines hier befindlichen Übergangs über das Große Bruch, ein heute nicht mehr in dieser Form bestehendes 50 Kilometer langes und bis zu zwei Kilometer breites Sumpfgebiet. Die Anlage stand im Besitz der Bischöfe von Halberstadt, die sie allerdings wiederholt verpfändeten, so an das Erzstift Magdeburg und auch die Grafen von Regenstein. Im Jahr 1545 ließ Kardinal Albrecht ein bischöfliches Amt einrichten und die Burg erneuern sowie nach Norden in Richtung Stadt erweitern. Es entstand ein viergeschossiges Wohnhaus im Stil der Renaissance, das sogenannte Schloss. Mit dem Übergang an Brandenburg 1648 wurde die Burg Domäne. 1691/92 wurde ein zweigeschossiges, verputztes Amtshaus erbaut, welches den Wirtschaftshof nach Südwesten abgrenzte. In der zweiten Hälfte des 19. Jahrhunderts ging die Domäne in private Hand über. 1896 wurde das Schloss bis auf einen bis heute erhaltenen Treppenturm abgetragen und als Speicher neu errichtet. Dabei fand das Material des Vorgängerbaues erneut Verwendung.

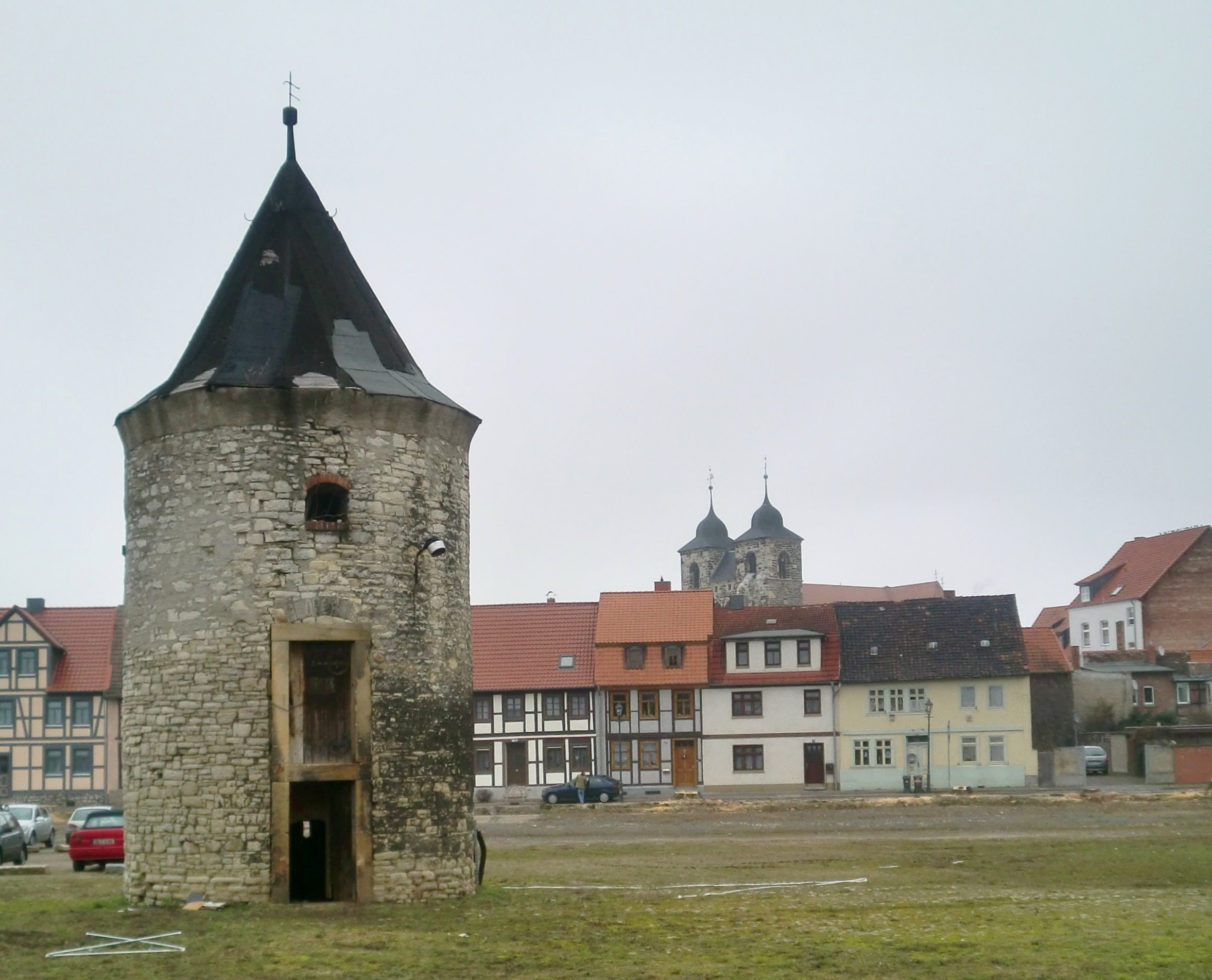
Turm innerhalb der ehemaligen Vorburg – Blick nach Norden auf Oschersleben (2009)

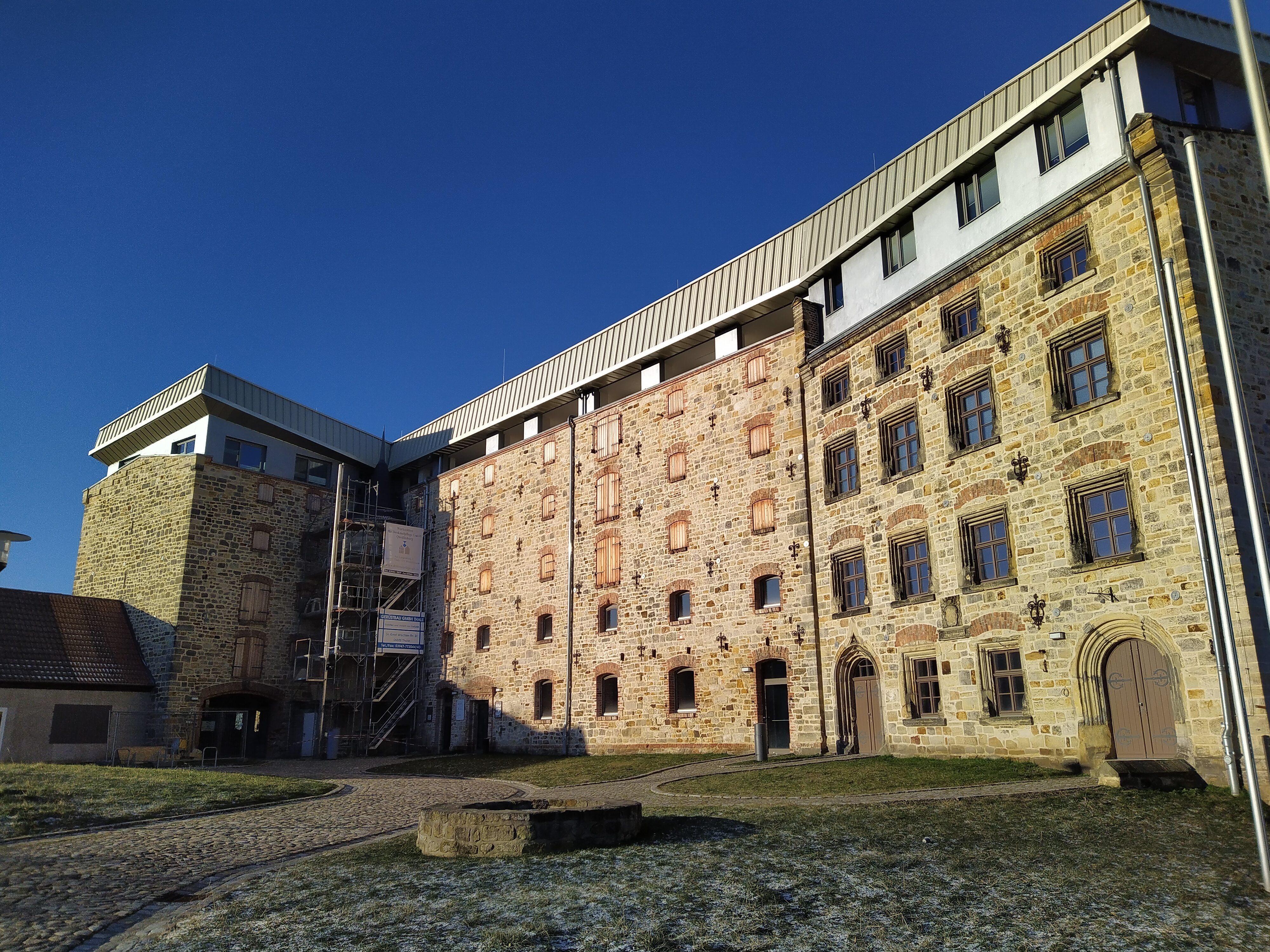
Blick vom Innenhof auf das Speichergebäude nach der Renovierung

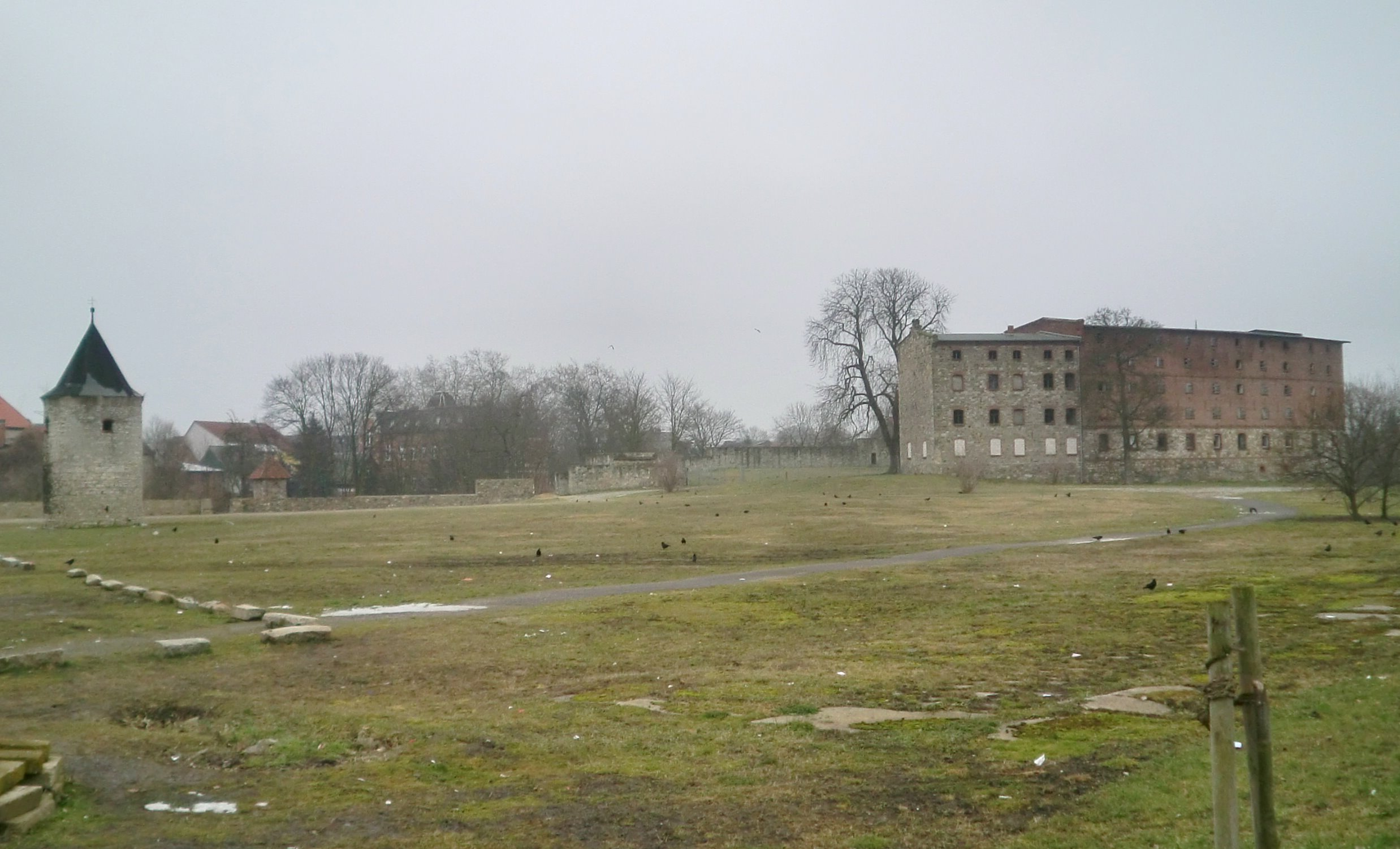
Blick von Nordwest über die leere Fläche der ehemaligen Vorburg (2009)

## Heutiges Erscheinungsbild
Die einstige Burganlage ist weitgehend verschwunden. Dies betrifft vor allem die Vorburg. In weiten Teilen blieb nur eine leere freie Fläche. Das zum Speicher umgebaute Schloss ist erhalten, steht jedoch weitgehend leer und ist sanierungsbedürftig. Von der ursprünglichen Funktion als Schloss zeugen noch ein als Spitzbogen und zwei als Rundbogen gestaltete Portale. Auch einige rechteckige Fenster mit Stabwerkgewände sowie eine steinerne Wappentafel mit dem Wappen der Erzbischöfe von Magdeburg und Mainz sowie des Bischofs von Halberstadt ist erhalten. Auch eine Wendelstiege aus der zweiten Hälfte des 16. Jahrhunderts ist noch vorhanden. Im Bereich der alten Kernburg sind auch Reste der historischen Wehranlagen erhalten geblieben.

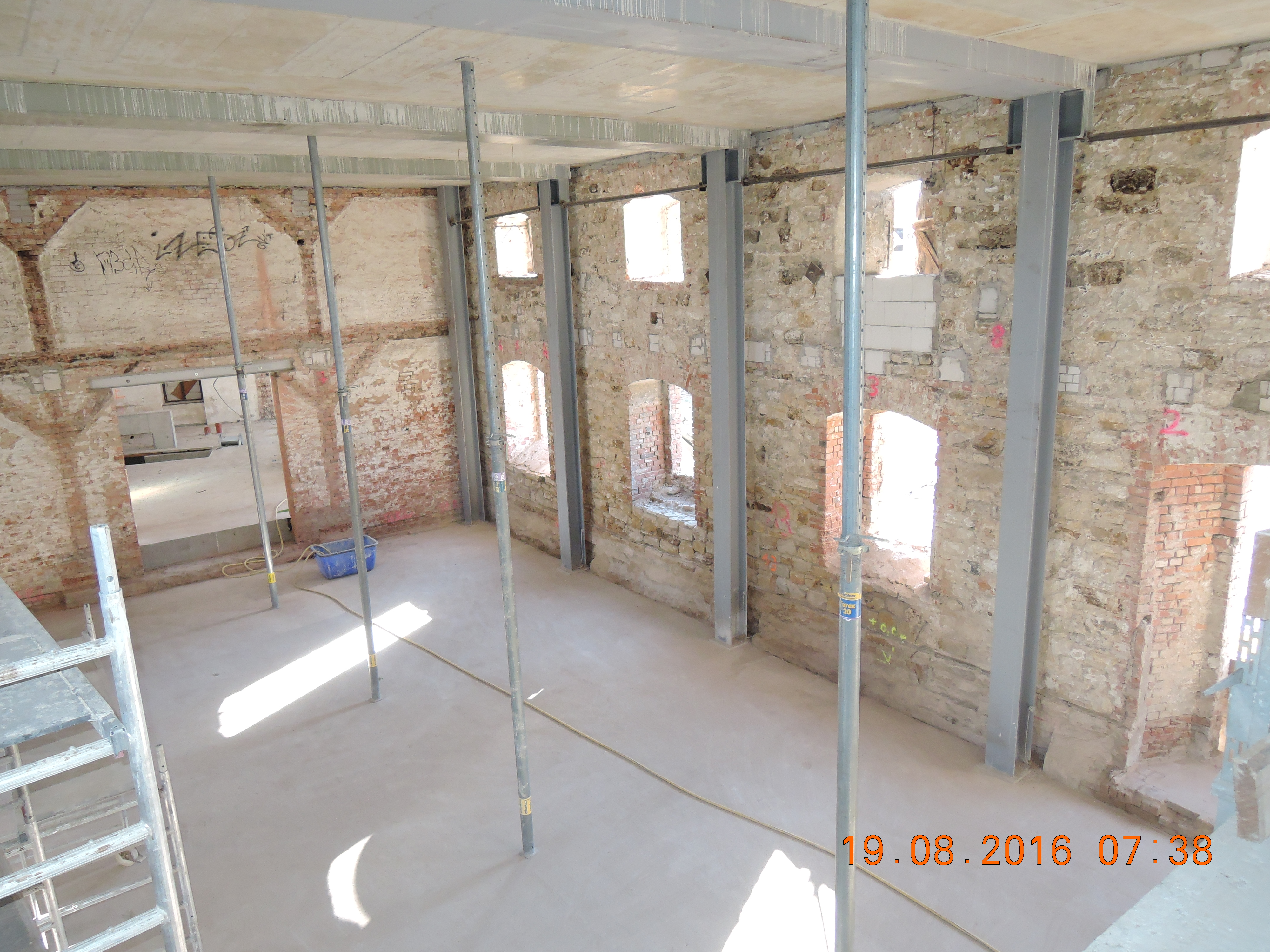
Veranstaltungssaal im Rohbau

Das Objekt wurde 2011 von der Bewos Wohnungsbau- und Verwaltungsgesellschaft mbH, einer Tochtergesellschaft der Stadt Oschersleben, erworben. Sie hat es sich zur Aufgabe gemacht, dieses Baudenkmal zu einem Wohn- und Gewerbeobjekt zu sanieren. Die zukünftige Nutzung setzt sich aus einem Archiv, Wohnungen und einem Veranstaltungssaal zusammen. Ziel ist es, so den historischen Stadtkern zu revitalisieren. Nach dem Haus-im-Haus-Prinzip wurde die neue tragende Konstruktion auf Mikrobohrpfähle gestellt. Die ehemalige Burg ist ein architektonischer Blickfang und ein Anziehungspunkt für die Stadt Oschersleben.